# بلدة ميتشل (ميشيغان)
ميتشل (بالإنجليزية: Mitchell Township, Michigan)‏ هي بلدة تقع في مقاطعة ألكونا (ميشيغان) بولاية ميشيغان في الولايات المتحدة. تبلغ مساحتها 371.4 (كم²)، وترتفع عن سطح البحر 270 م، بلغ عدد سكانها 352 نسمة في عام 2010 حسب إحصاء مكتب تعداد الولايات المتحدة وتصل الكثافة السكانية فيها 0.95 نسمة/كم2.

## وصلات خارجية
- www.mitchelltownship.org
- The US50 - Cities and Towns in Michigan State
- Michigan Cities and Towns, Facts, Map, Flag, Colleges, Government, and More